# Алматинские мечети
Алматинские мечети — религиозные центры мусульман города Алма-Аты, где совершаются богослужения и читаются проповеди. До 1917 года в городе действовало 12 мечетей. На сегодняшний день в г. Алма-Аты действуют 52 мечети. На октябрь 2020 года строятся еще 4 мечети и одна мечеть находится на завершающей стадии внутренней отделки. Исламский культурный комплекс им. Хосни Мубарака на проспекте аль-Фараби и Алматинская центральная мечеть — уникальные архитектурные здания города.

Центральная мечеть Алматы, 1998

Мечеть «Байкен», 2014

Большинство мечетей XIX века построено народным мастером Ыскакбаем. Одна из них находилась на углу улиц Кунаева (в советское время Маркса) и Макатаева (Пастера). На пересечении проспекта Абылай-хана (Коммунистический) и улицы Жибек жолы (Горького) стояла Узбекская мечеть. Сохранилось здание, служившее мечетью и медресе в начале XX века.

## Татарская мечеть
В середине XIX века была построена Татарская мечеть, частично разрушенная при землетрясении 1887 года, действовала до 1940 года, затем здание мечети перешло под контроль алматинской сапоговаляльной фабрики и использовалось как складское помещение, а в 1986 году сгорело при пожаре. В 1998 году построено новое здание.

## Центральная мечеть
Старое здание Центральной мечети было построено неизвестным мастером. Новое здание (открыто в 1998 году) выполнено в лучших традициях восточного зодчества (портально-купольное). Фасад здания украшен портальной аркой, в четырех углах сооружения находятся башни, над круглыми и гранеными барабанами возвышается голубой купол. С южной стороны портала обособленно стоит высокий минарет, с которого вещается азан. Фасад и купол внутренней стены мечети украшены национальными узорами и арабской вязью.
В 2010—2011 годах была проведена реставрация куполов, в ходе которой их покрыли золотыми пластинами
| А л м а т ы | Алматы орталық мешіті (ул.Пушкина 20) 1999 года       | Умар ибн аль-Хаттаб (Жукова, 138, мкр.Горный Гигант) 2013 года           | Орбита (мкр. Орбита-3, ул. Мустафина 5Е) 2002 год            | Айша Бибі (Аксай, Бауыржан Момышұлы 26) 1996 год                                          | Аль Хамид (Омаровой 7, мкр. Кок-Тобе 2) 2011 год             | Байкен (Розыбакиева 200) 2014 года                       | Фатима (Татарка) 2000 год                                                 | Тастак 2009 год                             | Мекка (район Аэропорта Бөктергі, 7а мкр.Нұршашқан) | Аманқұл Ата Т.Бигельдинова 5 (2008 г)              |
| А л м а т ы | Ибраһим Мешіті (Досмухамедова, 13/2, мкр. Таужолы)    | Мечеть Калкаман (Аспандиярова, 84) 2010 год                              | Мечеть Таугуль (Паримбетова, 9а мкр. Таугуль-3) 2008 год     | Нур (Акжар, Даулеткерея, 118)                                                             | Музаммиль (Яссауи 70 мкр.Достык)                             | Мечеть им. Д.А.Кунаева (Ақбұлақ, Каратоган, 10) 2018 год | Каматайулы Райымбектеги Бакыткелди (мкр. Хан Тенгри ул. Хайдара Дулат 27) | Нұр Мүбарак (Aль-Фараби 73) 2003 год        | Медина (ул. Федорова 12 ниже ТРЦ Максима)          | Исмихан (Корчагина, 5/ Целиноградская 9)           |
| А л м а т ы | Фирали Ферганұлы (ул. Тихова уг.Жарылгасова) 2009 год | Вайнах (ул. Айтыкова д.5 уг., пр-т Рыскулова)                            | Ынтымак (ул. Кассина 131) 2016 год                           | Али Мухаммад (ул.Омарова 13Б уг. И.Жансугурова)                                           | Сұлтан Қорған (ул.И.Жансугурова 394)                         | Наби (дунганская ул.Павлодарская64)                      | Нұрлы (Халиуллина 147) напротив Халык Арены                               | Райымбек Батыра (мкр. Думан-1)              | Абу Бакр (Рыскулова, 90 Таусамалы) 2016 год        | Нурлы-Тау (Салтанат, 1 мкр. Нурлытау) 2019 год     |
| А л м а т ы | Кулиза ана мешіті (р-н Қарағайлы)                     | Ар-Рахим (ул.Сарымулдаева 24)                                            | Қайрат мешіті (ул.Хмельницкого)                              | Турксиб (ул.Тукая 30 )                                                                    | Қарағайлы (Кали Надырова, 1а мкр.Карагайлы)                  | Альмерек (Шортанбай жырау, 9/1, мкр.Альмерек )           | Алгабас (Акбопе, 2 мкр. Алгабас)                                          | Токбай ата (Нуржауган, 16/1)                | Аль-Азим (Азат, 20а мкр. Бурундай)                 | Аскер-ата (Бенберина, 44 мкр.Айгерим)              |
| А л м а т ы | Заря Востока (Талбесик, 90/1 мкр. Шапағат)            | Кок-Кайнар (Жангельдина, 2/1) 2006 год - Ибрагим кажы Кырыкбайулы салган | Нур (Уйгурская, 18 /Жансугурова, 1 мкр. Шапағат)             | Дархан (Ташенова, 92 мкр. Дархан)                                                         | Кыстаубайулы Манас (Ауэзова, 26 мкр. Ожет)                   | Мырзахмет (Северное кольцо 15 мкр. Карасу) 1996 года     | Бекет-ата (Утемисова, 109/1 мкр. Шанырак 1)                               | Ер Жанибек (Байдыбек би, 126 мкр. Байбесик) | Жүсіп Ата (Жетыген, 6 Улжан 2, Алатауский район)   | Мечеть Алгабас (Акбопе 2, мкр. Алгабас) 03.05.2020 |
| А л м а т ы | Мечеть Abdula (Мкр. Жас Канат, сентябрь 2020 года)    | Арын Қажы Мешіті (ул.Аблай-хана, Боралдай) 2020 год                      | Мечеть строится (Тастак 1, Утеген батыра проспект Райымбека) | Мечеть строится (Наурызбайский район, ул. Карьерная/ ул. Центральная) напротив села Абай. | Мечеть на 7000 Мест (Момыш улы/ Рыскулова, Алатауский район) | Мечеть "Амин" строится (ул.Бокейханова уг. ул.Серикова   |                                                                           |                                             |                                                    |                                                    |